# St. Trinitatis (Gommern)

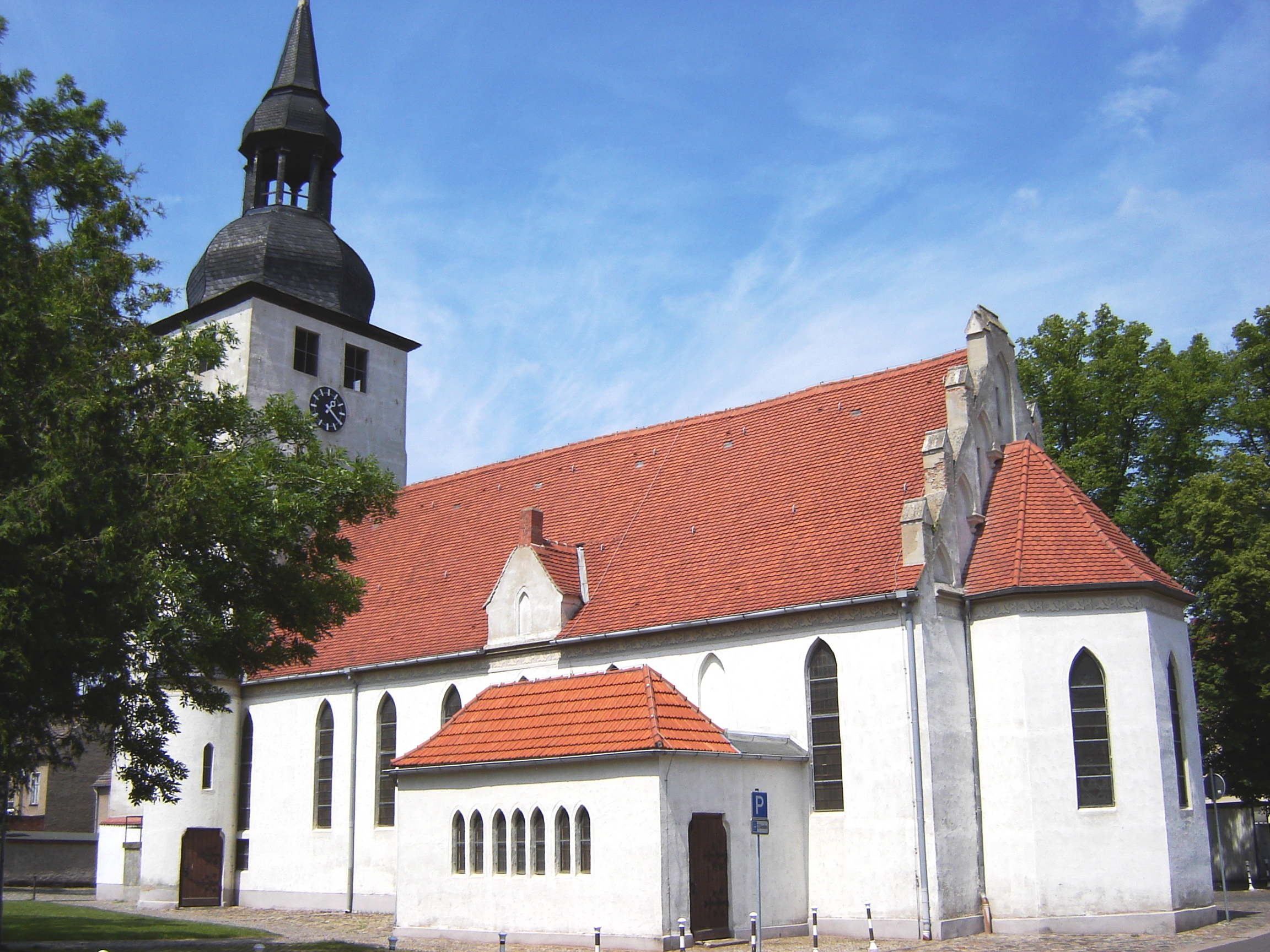
Sankt-Trinitatis-Kirche in Gommern

Sankt Trinitatis ist eine evangelische Kirche in der Stadt Gommern in Sachsen-Anhalt.

## Geschichte
Erstmals wird 1192 eine Kirche in Gommern erwähnt. Nach alten Mauerresten zu urteilen, hat es sich wohl um eine aus Bruchsteinen errichtete dreischiffige Basilika im romanischen Baustil gehandelt. Dieser erste Kirchenbau wurde im Dreißigjährigen Krieg zerstört. 
Der Wiederaufbau begann 1692 und dauerte fast zehn Jahre. Es entstand ein langgestreckter nach Osten gerade geschlossener Saalbau mit Spitzbogenfenstern. Erst 1714 wurde der quadratische Westturm angefügt, der mit einer achteckig geschweiften Haube und einer Laterne ausgestattet ist. Von 1894 bis 1897 fanden umfangreiche Umbauten statt. Es wurden zwei spitzhelmige Seitentürmchen, eine vieleckige Apsis, ein Sakristeibau im Süden und neugotische Giebelaufsätze angefügt. 
Auch im Inneren wurden Veränderungen vorgenommen. Die Decke des Kirchenschiffs erhielt ein Holztonnengewölbe, der Chorraum wurde rippengewölbt gestaltet, und es wurde eine Empore eingebaut. Die Quedlinburger Kunstglaserei Ferdinand Müller fertigte drei Farbglasfenster an, in denen Christus und die Apostel Petrus und Paulus abgebildet sind. Ältestes Inventarstück ist die aufwändige aus Holz geschnitzte Kanzel, die im Jahre 1713 geschaffen wurde. Ebenfalls aus der Zeit des Barock stammt ein Gemälde, das König David mit der Bundeslade darstellt. Die Orgel wurde 1881 von der Firma Nickol aus Dessau eingebaut, jedoch schon 1912 von dem Orgelbauer Ernst Röver aus Hausneindorf umgebaut. Zum Geläut gehört eine 1595 vom Magdeburger Heinrich Borstelmann gegossene Bronzeglocke.
Südlich der Kirche befindet sich das denkmalgeschützte Gemeindehaus Am Kirchplatz 2.